# 直札
直札（じきさつ）とは、御教書を出しうる高貴な身分である差出人本人が直に署判・署名を行って差し出す書札様文書のこと。直状（じきじょう）・直書（じきしょ）とも。
家臣が代理して差し出す奉書や本文ではない副状（添状）に対して用いられる。

## 概要
平安時代中期以後、高貴な身分の人々は公文書の作成に迫られた場合に、自らは作成せずにその趣旨を家臣に告げて代わりに作成させる奉書形式が多くなった。それに対して当人が作成した御内書などを直札と呼んだのである。ただし、実際に公家様文書の分野において直札が公文書として用いられたのは検非違使の別当宣や東寺長者の御教書など少数であった。
一方、武家様文書の世界では却って公文書の直札化が進んだ。鎌倉幕府では執権・連署は奉書が原則であったが、六波羅探題・鎮西探題では直札によって御教書が出された。室町幕府になると、征夷大将軍の御判御教書をはじめ、幕府・守護職が出す多くの公文書が直札形式となった。戦国大名・武将らが出した文書はほとんど直札で、日付を年号から記載し、結びが「～之状。如件」の書止で終わり、なおかつ家臣による副状を添付するのが典型的となった。